# Vincent Éblé

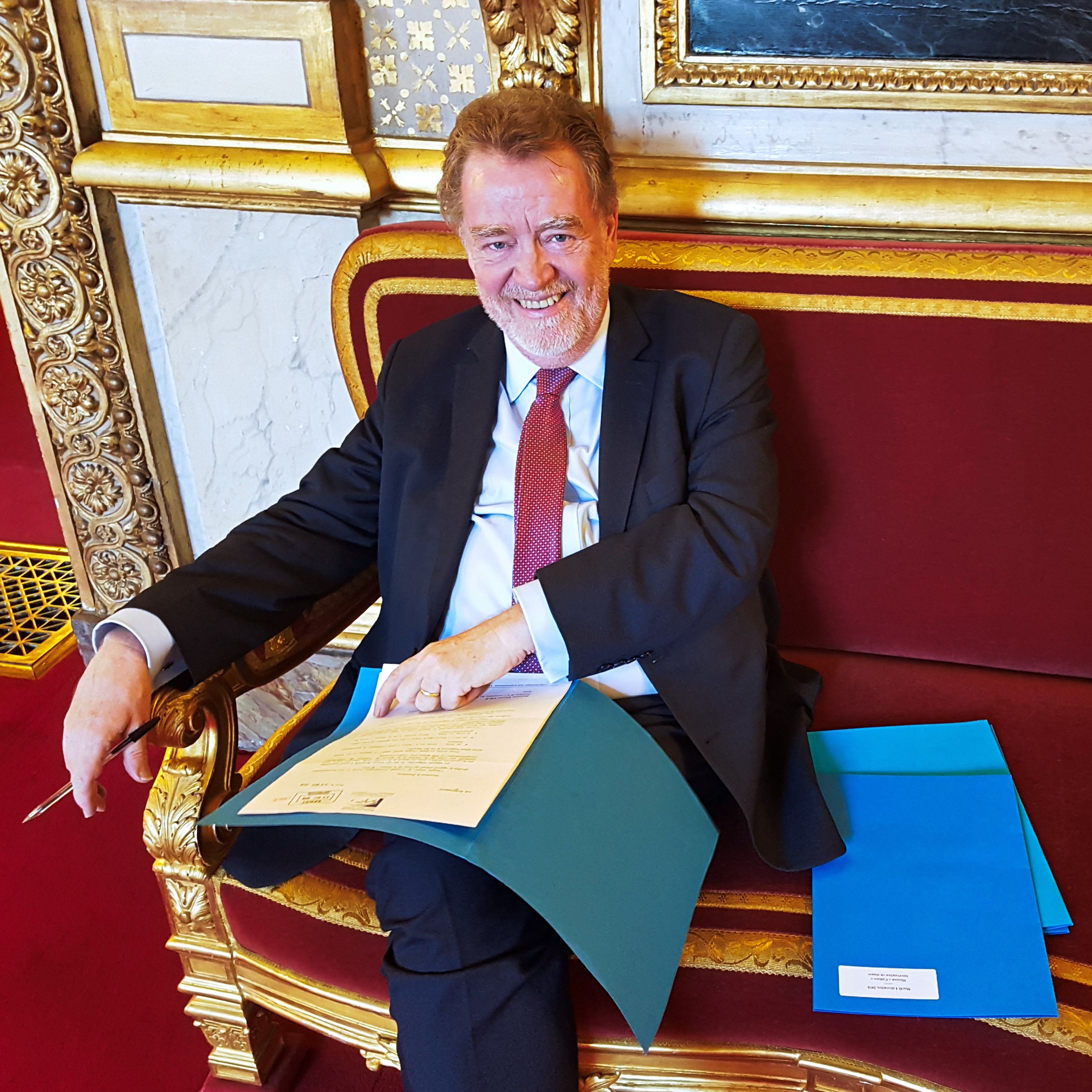
Vincent Éblé im Dezember 2018

Vincent Éblé (* 15. Oktober 1957 in Metz) ist ein französischer Politiker der Parti socialiste. Seit 2011 ist er Senator für das Département Seine-et-Marne. Von 2004 bis 2015 war er Präsident des Generalrats (conseil général) dieses Départements, dem er immer noch angehört.